# Václav z Kravař a Strážnice
Václav z Kravař a Strážnice († asi 1381) byl moravský šlechtic z rodu pánů z Kravař.

## Život
Narodil se mezi lety 1350–1355 a jeho otcem byl Beneš z Kravař a Strážnice. 
V červnu 1373 vložil Václav věno své manželce Alžbětě. Václav je dále uváděn na listinách při koupi a prodejích jednotlivých vesnic či jejich dílů. Někdy vystupuje i se svým bratrem Petrem. V letech 1376–1379 zastával významný úřad nejvyššího komorníka olomoucké cúdy. Naposledy se v písemných pramenech uvádí 25. ledna 1381, brzy na to zemřel.
Václav z Kravař a Strážnice zanechal po sobě syna Petra, který však byl v té době nedospělý, mohl mít asi 10 let. Jeho poručnictví převzal jeho strýc Petr z Kravař a Plumlova.